# Harihara I
Harihara I, (1336-1356), también llamado Hakka ಹಕ್ಕ  y Vira Harihara I, fue el fundador, junto a su hermano Bukka Raya I, del Imperio Vijayanagara. Hijo mayor de Bhavana Sangama, era miembro del clan kuruba y fundador de la dinastía Sangama, la primera y más duradera de las cuatro dinastías que gobernaron en Vijayanagara. Oficial de alto rango del Imperio hoysala, en cuanto el emperador Veera Ballala III le otorgó la suficiente cuota de poder se hizo con el control de grandes extensiones del Imperio. Inmediatamente después de llegar al mando construyó un fuerte en Barkuru, al oeste de la Karnataka actual. Según algunos registros arqueológicos, parece ser que por entonces la ciudad sólo se extendía por los distritos que actualmente se encuentran más al norte de la localidad, y Harihara I los administraba desde Gutti, en el distrito de Ananthpur. Algunas inscripciones en canarés datadas en esa época le llaman Karnataka Vidya Vilas (maestro de amplio conocimiento y grandes habilidades), Bhashegetappuvarayaraganda (Verdugo de los que incumplen su palabra) y Arirayavubhada (El fuego de los reyes enemigos). Se apoyó en sus hermanos Kampana, Muddppa y Marappa; nombrándoles supervisores de las regiones de Nellur, Mulabagalu y Chandragutti respectivamente; e hizo de Bukka su mano derecha.
Sus primeras incursiones militares en el interior de un imperio inestable y en descomposición le garantizaron el control del valle del río Tungabhadra, desde donde expandió sus dominios hasta Konkan y la costa de Malabar. En 1343 el Imperio hoysala quedó descabezado tras la muerte de Veera Ballala III en una batalla contra el sultán de Madurai, y esto permitió a Harihara emerger como la alternativa más sólida. El imperio Hoysala quedó así completamente bajo su control. Instituyó una administración centralizada y un gobierno estable que garantizó paz, prosperidad y seguridad a sus súbditos.
Una inscripción de 1346 relatando una ofrenda gubernamental al templo de Sringeri denomina a Harihara I como gobernante de “todo el país, desde el mar del este al del oeste”, nombrando a su capital como Vidya Nagara (La ciudad del conocimiento). Sin embargo, y aunque actualmente los historiadores se refieren a Harihara y sus  hermano como raya o reyes, el primero en adoptar este título fue Harihara II. Tanto Harihara I como Bukka I recibieron el título de Vodeya (cacique, un término ligeramente irrespetuoso) o también Mahamandalesvara (gran señor), pero nunca se nombraron reyes a sí mismos.
A su muerte, Harihara fue sucedido por su hermano Bukka Raya I, sin duda el más destacado de los Panchasangamas, los gobernantes de la dinastía Sangama.